# Botenstoff
Botenstoffe sind alle chemischen Stoffe, die bei Lebewesen der Signalübertragung oder chemischen Kommunikation (Chemokommunikation) dienen. Solche können dabei ihre Wirkung sowohl innerhalb eines einzelnen Organismus entfalten (so wie die Hormone im Speziellen), als auch zwischen den Individuen einer Spezies oder zwischen verschiedenen Spezies. Andere Bezeichnungen sind Mediator, Signalstoff, Elicitor, Semiochemikalie oder Infochemikalie.
Botenstoffe sind grundlegend wichtig für das Zusammenspiel und die Kommunikation zwischen Zellen und Geweben innerhalb eines Organismus. Bei Pflanzen regulieren Botenstoffe unter anderem das Wachstum und die Entwicklung sowie auch den eigenen Schutz, z. B. vor Krankheitserregern oder Fressfeinden.
Auch die Kommunikation zwischen Organismen erfolgt häufig über chemische Botenstoffe, sogenannte Semiochemikalien. Bei den Semiochemikalien wird generell zwischen Pheromonen und Allelochemikalien unterschieden:
- Pheromone dienen der Kommunikation zwischen Organismen einer Art (intraspezifisch),
- Allelochemikalien übertragen Informationen zwischen Organismen mindestens zweier Arten (interspezifisch).

Bei den Allelochemikalien unterscheidet man Allomone, die dem Sender nützen, Kairomone, die dem Empfänger nützen, und Synomone, die beiden nützen.
Beispiele für eine interspezifische Wirkung sind
- die Fähigkeit einiger Pflanzen, über bestimmte Allomone Parasiten von Pflanzenschädlingen anzulocken.[1]
- die Fähigkeit einer Spinnenart, mit einem Sexualpheromon Nachtfalter als Beute anzulocken.[4]

## Beispiele für Botenstoffe und ihre Wirkungen
|         | Boten- bzw. Signalstoff             | Wirkungsort                                                  | Wirkungsweise | Wirkung                                                                                              |
| ------- | ----------------------------------- | ------------------------------------------------------------ | --- | --- |
| Mensch  | Hormon                              | Zellen bzw. Gewebe im Körper                                 | Hormon wirkt über Rezeptormolekül an der Zelloberfläche (Signaltransduktion)                                                                            | Kontrolle der Stoffwechselvorgänge im Körper durch Schilddrüsen-Hormone, unter anderem Thyroglobulin |
| Mensch  | Hormon                              | Zellen bzw. Gewebe im Körper                                 | Hormon dringt in die Zelle ein (zum Beispiel Steroide) und reagiert dort mit Rezeptorprotein (zum Beispiel Sexualhormonen wie Androgene oder Estrogene) | Kontrolle der Stoffwechselvorgänge im Körper durch Schilddrüsen-Hormone, unter anderem Thyroglobulin |
| Pflanze | (Flüchtige) organische Verbindungen | Zellen bzw. Gewebe in der Pflanze und/oder andere Organismen | Biosynthese von bestimmten Stoffen, wie zum Beispiel Proteinase-Inhibitoren bei Tomaten                                                                 | Verzögerung des Wachstums und der Entwicklung der Schädlinge                                         |
| Pflanze | (Flüchtige) organische Verbindungen | Zellen bzw. Gewebe in der Pflanze und/oder andere Organismen | Biosynthese und anschließende Emission von flüchtigen organischen Verbindungen, wie zum Beispiel Terpenoide bei der Maispflanze                         | Aktive Anlockung von Parasiten oder Verfolgern der Schadinsekten (tritrophische Wechselwirkung)      |
| Insekt  | Pheromon                            | Individuen der gleichen Art                                  | Auslösung eines bestimmten Verhaltens (zum Beispiel Lock- oder Warnstoffe; Releaser-Pheromone mit kurzfristiger Wirkung)                                | Massenangriff von Honigbienen nach vorhergehendem Stich (Stachelpheromon)                            |
| Insekt  | Pheromon                            | Individuen der gleichen Art                                  | Auslösung einer physiologischen Änderung (nicht unbedingt des Verhaltens; Primer-Pheromone mit langanhaltender Wirkung)                                 | Verhinderung des Aufziehens einer Königin bei Honigbienen durch Königinnensubstanz                   |

## Klassen von Botenstoffen
Die Botenstoffe können in verschiedene Gruppen oder gemäß ihrer Funktion und Wirkung unterteilt werden, wobei die Einteilung häufig gleitende Übergänge hat bzw. recht willkürlich ist:
| Gruppe           | Bemerkungen, Eigenschaften | Beispiel(e) | Referenzen  |
| ---------------- | --- | --- | ----------- |
| Hormone          | Werden im Organismus synthetisiert und übermitteln an Organe, Gewebe oder Zellgruppen, die vom Bildungsort mehr oder weniger weit entfernt liegen können, Signale od. Botschaften, die auf deren Funktion bestimmte physiologische Wirkungen ausüben; dabei wirken Hormone nicht direkt, sondern indirekt, beispielsweise durch Veränderung der Enzymkonzentration | Adrenalin, Testosteron, Insulin | [ 6 ]       |
| Kairomone        | Botenstoffe zur Kommunikation zwischen unterschiedlichen Spezies (sog. Allelochemikalie), die nur dem aufnehmenden Organismus („Empfänger“) nützen | z. B. Pflanzenduftstoffe, die Insekten den Weg zur Wirtspflanze (als Nahrungsquelle) zeigen | [ 7 ]       |
| Neurotransmitter | Botenstoffe des Nervensystems, die die Nervenzellen erregen oder hemmen; eng begrenzte lokale Wirkung; | Neuropeptide (Cytokine; spezielle Neurotransmitter des Gehirns); regeln die Stärke von bestimmten Reaktionen; Endorphine hemmen beispielsweise starke Schmerzen, können aber auch Glücksgefühle und Entspannung nach starken körperlichen Anstrengungen vermitteln | [ 8 ] [ 9 ] |
| Parahormone      | Botenstoffe, die in irgendeiner Weise nicht alle Kriterien erfüllen, die für die Definition eines Hormons notwendig sind | Kohlenstoffdioxid: fungiert im Rahmen der Atmungsregulation als Kommunikationsstoff | [ 10 ]      |
| Pheromone        | Werden in die Umgebung ausgeschieden und lösen einen bestimmten Effekt oder ein bestimmtes Verhalten aus; Pheromone wirken, im Gegensatz zu den Allomonen zwischen Individuen derselben Spezies (intraspezifisch) | Pheromone beeinflussen beispielsweise auch das Zusammenleben der Menschen | [ 11 ]      |
| Phytohormone     | Botenstoffe in Pflanzen; beeinflussen Wachstums- und Differenzierungsprozesse | Ethylen, Auxine; Auxine stimulieren in geringer Konzentration Wachstums- und Entwicklungsprozesse wie Zellteilung und Zellstreckung in der Pflanze. Ethylen ist bei Pflanzen an Wachstumsvorgängen und Stressreaktionen beteiligt                                  | [ 12 ]      |

## Unterteilung nach Funktion und Wirkung
| Wirkung         | Stoffklasse       | Bezeichnung und Wirkung | Beispiel(e)                                                     | Referenzen |
| --------------- | ----------------- | --- | --------------------------------------------------------------- | ---------- |
| Intraspezifisch | Pheromone         | Primer: physiologische Veränderung | Primerpheromone der Bienen                                      | [ 14 ]     |
| Intraspezifisch | Pheromone         | Releaser: Verhaltensänderung | Sexualpheromone                                                 | [ 15 ]     |
| Interspezifisch | Allelochemikalien | Allomone: Vorteil für produzierenden Organismus bzw. Schaden für Empfänger                                                                       | Antibiotika, Toxine, fraßhemmende Geschmacksstoffe bei Pflanzen |            |
| Interspezifisch | Allelochemikalien | Kairomone: Vorteil für empfangenden Organismus                                                                                                   |                                                                 |            |
| Interspezifisch | Allelochemikalien | Synomone: Vorteil für produzierenden und empfangenden Organismus                                                                                 | Blütenduft                                                      |            |
| Interspezifisch | Allelochemikalien | Apneumone: Freisetzung durch abiotische Substrate; können für Empfänger von Vorteil und für das Substrat bewohnende Organismen von Nachteil sein |                                                                 |            |

Viele Botenstoffe sind Peptide, Steroide, Aminosäurederivate, Isoprenderivate, Aldehyde (Benzaldehyd, Salicylaldehyd) oder Säuren wie Benzoesäure, um nur einige zu nennen.